# Lycoming T53
El Lycoming T53 es un motor turboeje fabricado por la empresa estadounidense Lycoming Engines desde los años 1950 y usado en helicópteros, y aviones en forma de turbohélice. Fue diseñado por un equipo liderado por Anselm Franz, el que fuera el jefe de diseño del famoso Junkers Jumo 004 durante la Segunda Guerra Mundial. Un motor más grande, similar en el diseño general, fue el Lycoming T55.

## Características
- Compresor: compresor axial de 5 etapas y compresor centrífugo de 1 etapa.

## Variantes
- XT-53-L-1: 700 HP (515 kW)
- T53-L-1: 860 HP (645 kW)
- T53-L-5: 960 HP (707 kW)
- T53-L-9 y L-11: 1.100 HP (810 kW)
- T53-L-13: 1.400 HP (1.044 kW)

- T53-L-701: 1.400 HP (1.044 kW)
- T53-L-703: 1.800 HP (1.325 kW)

## Aplicaciones

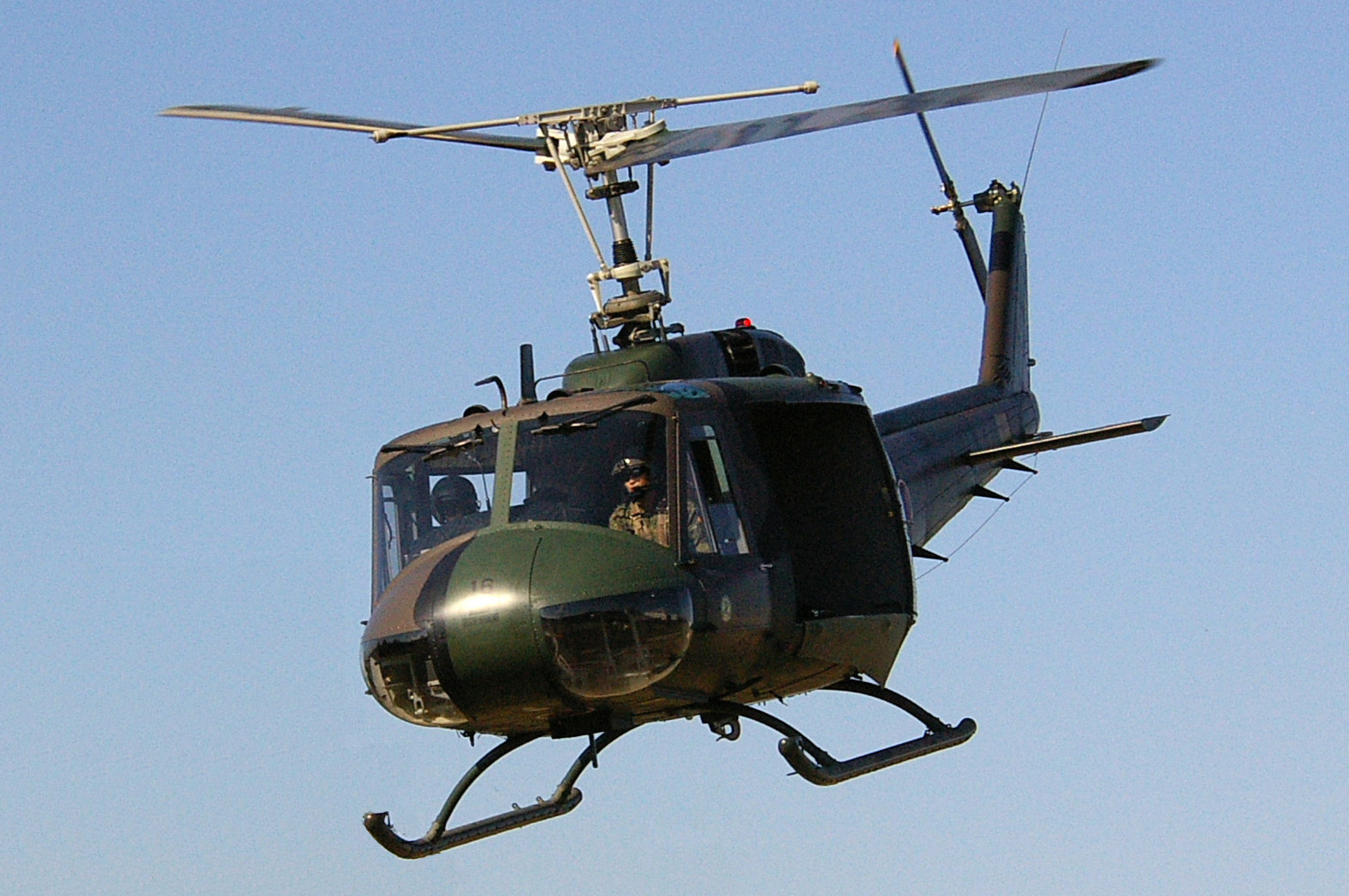
El helicóptero UH-1 Iroquois utiliza motores Lycoming T53.

- AH-1 Cobra
- AIDC T-CH-1
- AIDC XC-2
- Bell 204/205
- Bell 214
- Bell XV-15
- Canadair CL-84
- Doak VZ-4
- F+W C-3605
- HH-43 Huskie
- Kaman K-MAX
- OV-1 Mohawk
- UH-1 Iroquois
- VZ-3 Vertiplane